# Prismatocarpus nitidus
Prismatocarpus nitidus är en klockväxtart som beskrevs av L'hér. Prismatocarpus nitidus ingår i släktet Prismatocarpus och familjen klockväxter. Inga underarter finns listade i Catalogue of Life.